# Kevin Lankinen
Kevin Lankinen (ur. 28 kwietnia 1995 w Helsinkach) – fiński hokeista, reprezentant Finlandii.

## Kariera
- Kiekko-Vantaa U16 (2009-2010)
- Jokerit U16 (2010-2011)
- Jokerit U18 (2010-2013)
- Jokerit U20 (2012-2014)
- Jokerit (2013)
- HIFK (2014-2018)
  -  Kiekko-Vantaa  (2014/2015)
  -  KooKoo (2015/2016)
  -  Ketterä (2017/2018)
- Rockford IceHogs (2018-)
- Indy Fuel (2018/2019)
- Chicago Blackhawks (2020-2022)
- Nashville Predators (2022-)

Wychowanek klubu Kiekko-Vantaa. Karierę rozwijał w stołecznym klubie Jokerit, grając w jego drużynach juniorskich oraz jedno spotkanie w zespole seniorskim (12 października 2013).  W kwietniu 2013 podpisał dwuletni kontrakt z tym klubem. W kwietniu 2014 przeszedł do innego klubu z Helsinek, HIFK. W maju 2017 prolongował tam umowę o dwa lata. W barwach HIFK rozegrał cztery sezony w rozgrywkach Liiga. W maju 2018 podpisał kontrakt wstępujący z amerykańskim klubem Chicago Blackhawks. Przez dwa pierwsze lata nie zadebiutował w jego barwach w lidze NHL. W tym okresie grał w jego zespołach farmerskich w rozgrywkach  AHL i ECHL. W kwietniu 2020 przedłużył umowę z Blackhawks o dwa lata. W lipcu 2022 podpisał jednoroczny kontrakt z Nashville Predators.
W barwach seniorskiej reprezentacji Finlandii uczestniczył w turnieju mistrzostw świata edycji 2019.

## Sukcesy
Reprezentacyjne
- Złoty medal mistrzostw świata: 2019

Klubowe
- Srebrny medal mistrzostw Finlandii: 2016 z HIFK
- Brązowy medal mistrzostw Finlandii: 2018 z HIFK

Indywidualne
- U18 SM-sarja (2011/2012):
  - Pierwsze miejsce w klasyfikacji średniej straconych goli na mecz w sezonie zasadniczym: 2,51
  - Pierwsze miejsce w klasyfikacji skuteczności interwencji w fazie play-off: 93,9%
  - Pierwsze miejsce w klasyfikacji średniej straconych goli na mecz w fazie play-off: 2,14
- Jr. A SM-liiga (2013/2014):
  - Nagroda Jormy Valtonena - najlepszy bramarz sezonu
  - Pierwszy skład gwiazd sezonu
- Liiga (2014/2015):
  - Pierwsze miejsce w klasyfikacji skuteczności interwencji w fazie play-off: 93,3%
  - Pierwsze miejsce w klasyfikacji średniej straconych goli na mecz w fazie play-off: 1,74
- AHL (2019/2020):
  - Mecz Gwiazd AHL
- Mistrzostwa Świata w Hokeju na Lodzie 2019/Elita:
  - Drugie miejsce w klasyfikacji skuteczności interwencji na turnieju: 94,20%[7]
  - Pierwsze miejsce w klasyfikacji średniej goli straconych na mecz na turnieju: 1,50
  - Drugie miejsce w klasyfikacji liczby meczów bez straty gola w turnieju: 2
  - Trzecie miejsce w klasyfikacji liczby obronionych strzałów w turnieju: 195